# William Culham Woodward
Pour les articles homonymes, voir Woodward.
William Culham Woodward né le 24 avril 1885 à Gore Bay (en) et mort le 24 février 1957 à Hawaï, est un homme politique canadien qui sert comme lieutenant-gouverneur de la province de Colombie-Britannique entre 1941 et 1946.